# Zrak, zemlja, zrak
Zrak, zemlja, zrak je sedmi samostalni album hrvatskog glazbenika Jasmina Stavrosa koji je izašao 1996. u izdanju diskografske kuće Croatia Recordsa. Album je pop žanra. 

## Popis pjesama
1. Borim se (Tonči Huljić – Vjekoslava Huljić – Branimir Mihaljević / Dragan Čačinović)
2. Što me pitaš kako je
3. Idi, nema problema
4. Šta ti bi
5. Puk'o grom
6. Zrak, zemlja, zrak (Tonči Huljić – Vjekoslava Huljić – Dragan Čačinović / Branimir Mihaljević) (duet s Alkom Vuicom)
7. Lažljiv sam
8. Ti i ja
9. Daj me nemoj zezati
10. Pivo volimo mi

Uspješnica s albuma je skladba Zrak, zemlja, zrak.

## Vanjske poveznice
- Diskografija
- CroArt  Arhivirana inačica izvorne stranice od 24. kolovoza 2007. (Wayback Machine)